# Templul lui Antoninus și al Faustinei
Templul lui Antoninus și al Faustinei (în italiană Tempio di Antonino e Faustina) a fost un templu Roman antic din Forul Roman, Roma, actuala Republică Italiană. Ulterior a fost convertit într-o biserică, purtând hramul de San Lorenzo in Miranda. Se află pe Via Sacra, vizavi de Regia.